# Viktor-Hugo Scheffel
Viktor-Hugo Scheffel (* 12. Juni 1899 in Gelnhausen; † unbekannt) war ein deutscher Manager.

## Werdegang
Scheffel absolvierte eine Banklehre und war bis 1928 als Bankkaufmann tätig. Er wechselte als Geschäftsführer mehrerer städtischer Unternehmen zur Stadtverwaltung Frankfurt am Main. 1937 übernahm er die kaufmännische Leitung eines Flugzeugwerkes.
Nach Ende des Zweiten Weltkriegs wurde er Leiter der Moha-Milchversorgung in Frankfurt und war Vorstandsmitglied der Molkereizentrale Hessen.
Er war Mitglied im Kuratorium der Gemeinnützigen Gesellschaft für Rachitisbekämpfung durch Milchbestrahlung.

## Ehrungen
- 1952: Verdienstkreuz (Steckkreuz) der Bundesrepublik Deutschland